# Екатериновка (городской округ Славгород)
Екатериновка — село в Алтайском крае России. Входит в городской округ город Славгород.

## История
Основано в 1910 году. В 1928 году посёлок Екатериновка состоял из 122 хозяйств. Являлся центром Екатерининского сельсовета Славгородского района Славгородского округа Сибирского края.

## Население
В 1928 году в посёлке проживало 599 человек (307 мужчин и 292 женщины), основное население — украинцы.
| 1997 | 1998 | 1999 | 2000 | 2001 | 2002 | 2003 |
| ---- | ---- | ---- | ---- | ---- | ---- | ---- |
| 157  | ↗161 | ↗167 | ↘149 | ↘137 | ↘105 | ↘89  |
| 2004 | 2005 | 2006 | 2007 | 2008 | 2009 | 2010 |
| ↗99  | ↘96  | ↘93  | ↘81  | ↗82  | ↘76  | ↗80  |
| 2011 | 2012 | 2013 |      |      |      |      |
| ↗82  | ↘77  | ↘73  |      |      |      |      |